# Linkenbach (Kyll)
Der Linkenbach ist ein 1,935 km langer, linker Zufluss der Kyll in Trier-Ehrang.
Die Fließgewässerkennziffer ist 26698, das Wassereinzugsgebiet hat eine Größe von 2,526 km².
Der Bach entspringt im Ehranger Wald und fließt in südwestlicher Richtung zur Kyll.